# Stripgås
Stripgås (Anser indicus) är en fågel i familjen änder. Den häckar i högalpin miljö i Centralasien. På väg till övervintringsområdena i Indien och Myanmar passerar den Himalaya och är därmed en av de fågelarter som noterats flyga högst. Fågeln är en vanlig parkfågel i stora delar av Europa och USA, och förrymda fåglar ses regelbundet. Frilevande populationer har även etablerats, framför allt i Nederländerna.

## Utseende
Stripgåsen är stor som en skogsgås med en längd på upp till 78 centimeter och ett vingspann på mellan 140 och 165 centumeter. Helhetsintrycket är en mycket ljus gås. Strupen är mörkgrå och dess bröst, buk, rygg och mestadelen av vingarna är ljust grå. Handpennorna är svarta och under- och övergump vit. Stjärten har ett grått tvärband men avslutas med vitt längst ut. Näbb och ben är kraftigt gula. På baksidan av halsen och upp på hjässa har den ett svart band som bildar två tvärstripor ner mot ögat och mot kinden. Resten av huvudet är vitt. Det är främst dessa svarta tvärstripor som skiljer adulta från juvenila fåglar. På avstånd är det lätt att förväxla stripgåsen med andra gässarter.

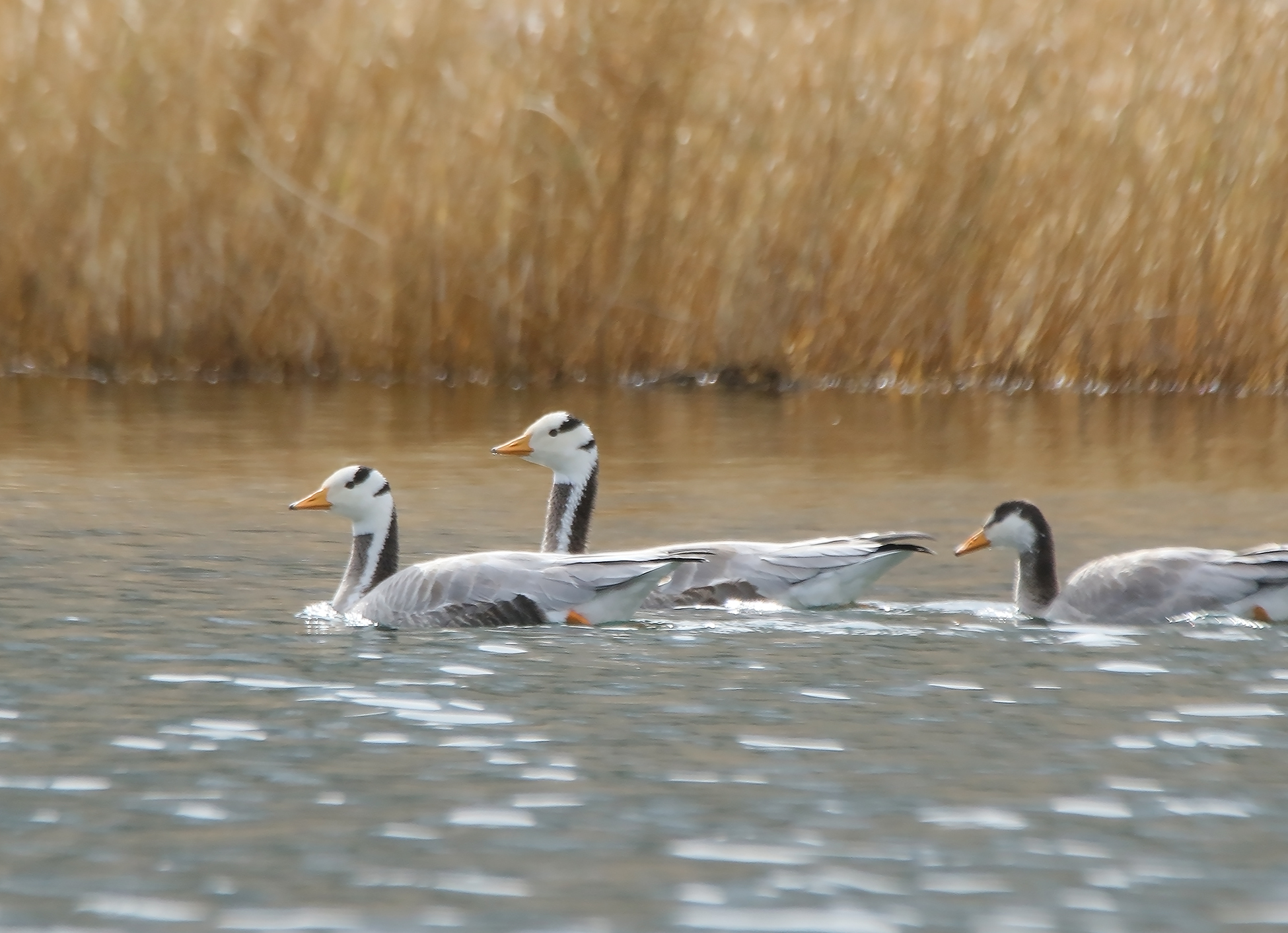
Två adulta stripgäss med ungfågel.

## Läte
Från stripgåsen hörs låga nasala tutande rop,"gaaaa gaaaa gaaaa" eller "guaa guaa guaa".

## Utbredning
Stripgås har sin ursprungliga utbredning i centralasiatiska högalpina trakter i Ryssland, Uzbekistan och Kirgizistan. Vintertid flyttar den till Indien och Myanmar. 

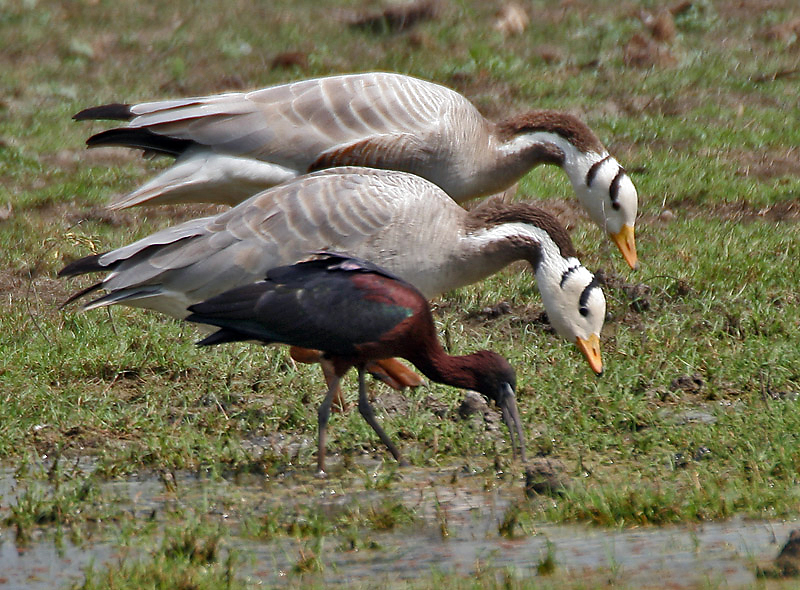
Stripgäss tillsammans med en bronsibis på övervintringsplats i Bharatpur, Indien.

I stora delar av Europa och USA har den varit en populär parkfågel under flera hundra år. Från dessa populationer har fåglar ofta rymt. En liten men växande frilevande population finns i Nederländerna. I Europa har arten även noterats (och ibland häckat) i bland annat Belgien, Storbritannien, Kroatien, Finland, Frankrike, Tyskland, Ungern, Island, Italien, Malta, Spetsbergen, Schweiz och Ukraina.
Även i Sverige ses stripgåsen årligen, ofta tillsammans med flockar av kanadagås eller grågås. Tidigare placerades dessa fynd i kategori E av Raritetskommittén i Birdlife Sverige, det vill säga att de betraktas som förrymda eller utsläppta från fångenskap, alternativt att de frihäckande bestånd som finns inte anses vara självreproducerande. 2020 omvärderade dock Raritetskommittén detta beslut, baserat på studier av dess finska motsvarighet, där uppträdande fåglar övervägande tros komma från den nederländska populationen. Fynd i Sverige från 1995 och framåt placeras därför i kategori C, liksom amerikansk kopparand, nilgås, kanadagås, mandarinand, fasan och tamduva, det vill säga att de tros härröra från frihäckande och självreproducerande bestånd, så vida fåglarna inte uppvisar tecken på att vara förrymda. Även den norska raritetskommittén har kommit till samma slutsats. Ingen säker häckning av stripgås i Sverige föreligger sedan 2009, men ett par starka indikationer finns från 2014.

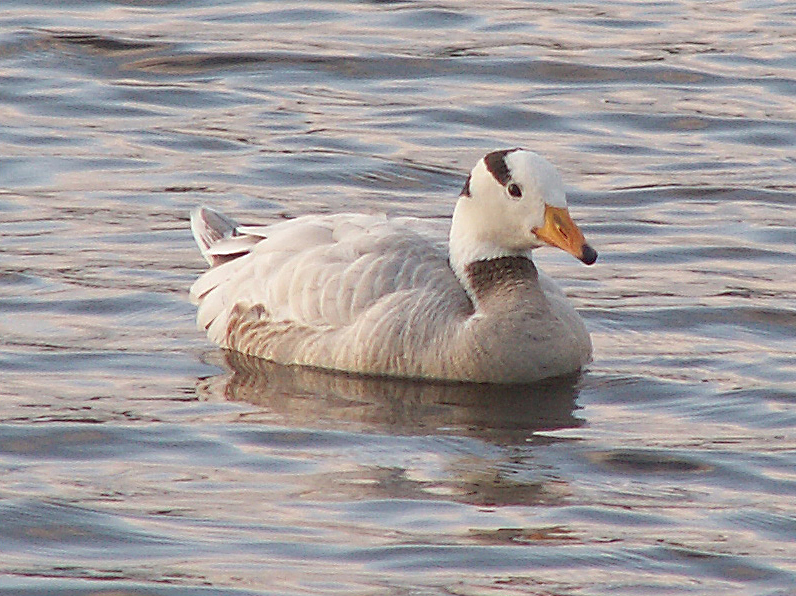
Stripgås vid Lillfjärden i Hudiksvall. Foto: Tommy Halvarsson

## Systematik
Genetiska studier visar att stripgåsen är systerart till alla andra arter i släktet Anser, inklusive snögås, grågås, bläsgås och skogsgås. Den behandlas som monotypisk, det vill säga att den inte delas in i några underarter.

## Levnadssätt
Stripgåsen häckar vid mycket högt belägna sjöar kring vilka den betar kort gräs. Boparasitism varvid lägre stående honor lägger ägg i högre stående honors bon förekommer.  Vintertid påträffas den i jordbruksområden där den livnär sig på korn, ris och vete.

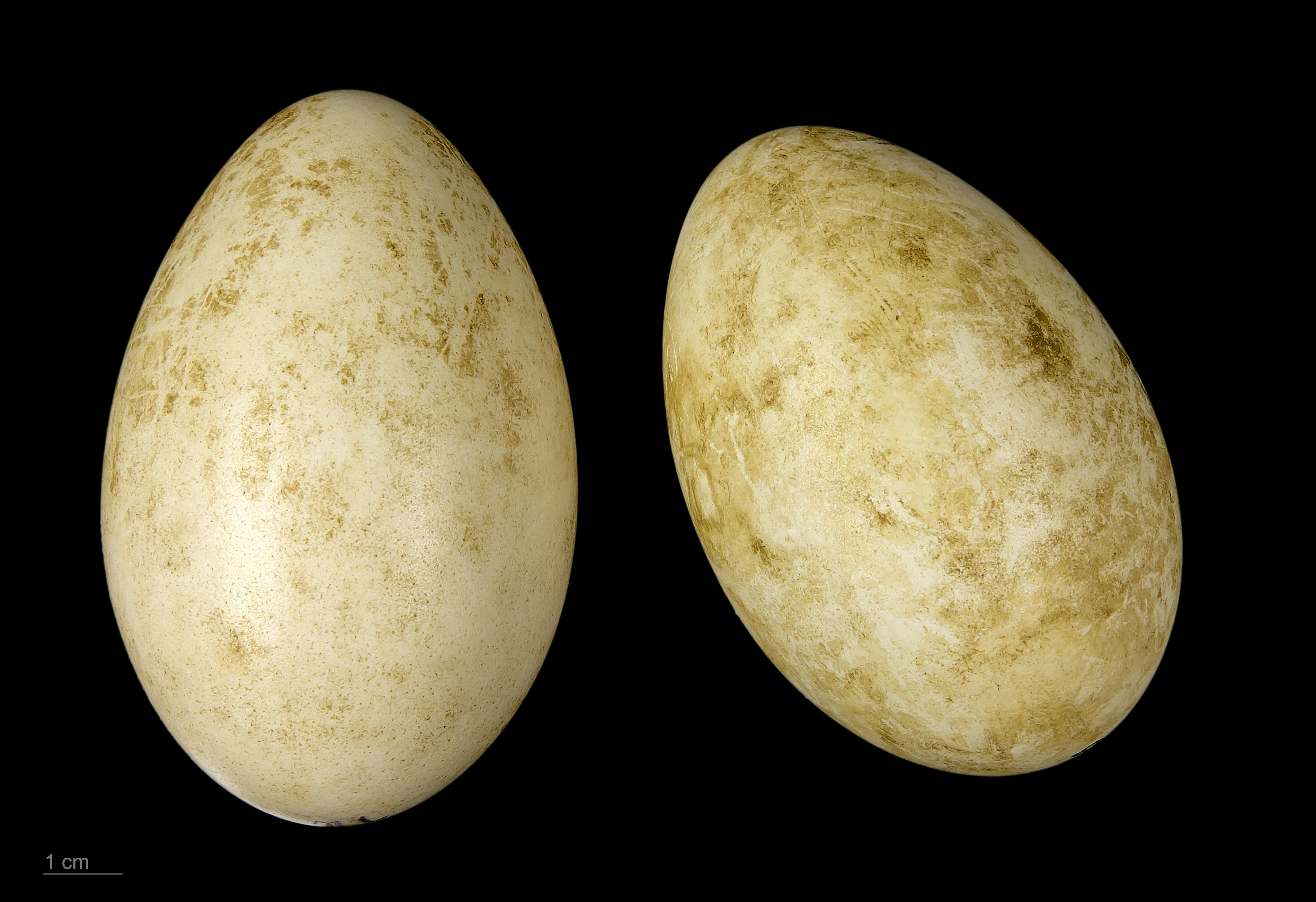
Ägg från stripgåsen.

Den är känd som en av de fågelarter som påträffats flyga vid högst höjd, över världens femte högsta berg Makalu (8.481 meter över havet). Det finns också en andrahandsrapport om stripgäss som även flugit över Mount Everest. Det har länge varit ett frågetecken för forskarvärlden varför stripgässen flyger så högt, särskilt som det finns lägre bergspass som de kan flyga över istället.

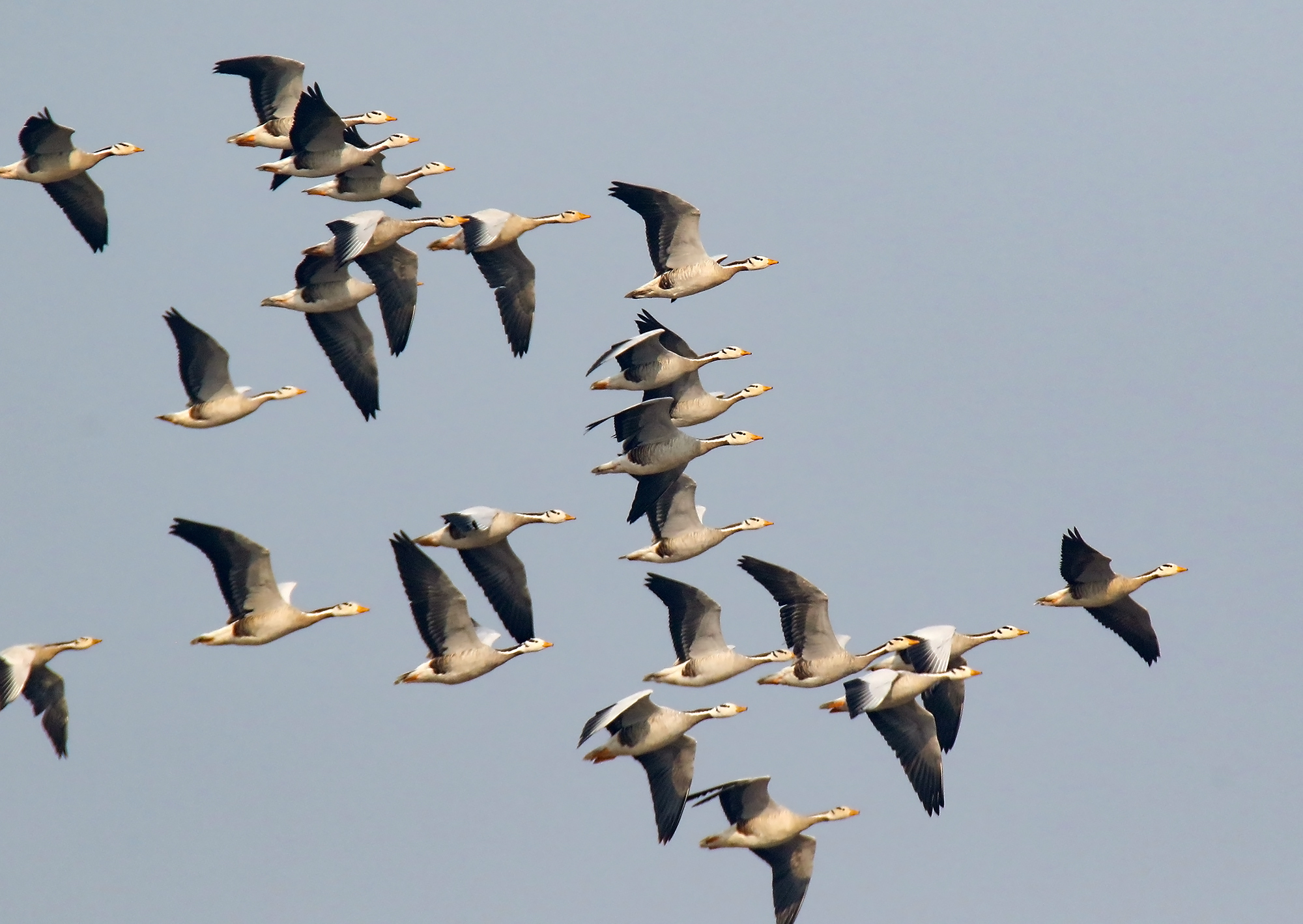

## Status och hot
Arten har ett stort utbredningsområde och en stor population, men tros minska i antal, dock inte tillräckligt kraftigt för att den ska betraktas som hotad. IUCN kategoriserar därför arten som livskraftig (LC).

## Namn
Fågeln har på svenska även kallats indisk gås, tibetansk gås och strimgås.

## Stripgås i kulturen
Stripgåsen har föreslagits som förebild för fågeln Hamsa i den indiska mytologin. En annan tolkning föreslår att stripgåsen troligen är Kadamb i antik och medeltida litteratur på sanskrit, medan "Hamsa" syftar på en svan.